# How Long Will I Love You?
"How Long Will I Love You?" é uma canção da banda escocesa The Waterboys, contida em seu quinto álbum de estúdio Room to Roam (1990). Composta e produzida pelo vocalista Mike Scott, com auxílio na produção por Barry Beckett, a faixa conseguiu entrar na 28.ª posição da tabela da Irlanda. Em 2013, a cantora inglesa Ellie Goulding regravou a obra sob o título "How Long Will I Love You" e, no mesmo ano, incluiu-a no relançamento de seu segundo disco de originais Halcyon Days. Desta vez produzido por John Fortis, o tema foi enviado às rádios britânicas em 30 de outubro seguinte como o segundo single da reedição. No dia 10 de novembro, foi disponibilizada para venda digital na iTunes Store, servindo também como a canção oficial da campanha anual Children in Need de 2013.

## Desempenho nas tabelas musicais

### Posições
| Tabela musical (2013)                                         | Melhor posição |
| ------------------------------------------------------------- | -------------- |
| Austrália (ARIA Charts)                                       | 46             |
| Bélgica (Ultratop 50 de Flandres)                             | 3              |
| Bélgica (Ultratop 40 da Valônia)                              | 47             |
| Escócia (The Official Charts Company)                         | 2              |
| Eslováquia (IFPI Slovenská Republika)                         | 21             |
| Irlanda (Irish Recorded Music Association)                    | 3              |
| Nova Zelândia (Recording Industry Association of New Zealand) | 6              |
| Reino Unido (UK Singles Chart)                                | 3              |
| Suíça (Schweizer Hitparade)                                   | 63             |

### Certificações
| País                  | Certificação |
| --------------------- | ------------ |
| Nova Zelândia (RIANZ) | Ouro         |
| Reino Unido (BPI)     | Prata        |

## Histórico de lançamento
| País        | Data                   | Formato          | Gravadora |
| ----------- | ---------------------- | ---------------- | --------- |
| Reino Unido | 30 de outubro de 2013  | Rádio mainstream | Polydor   |
| Reino Unido | 10 de novembro de 2013 | Download digital | Polydor   |